# Etelburga de Wessex
Etelburga (em inglês:  Æthelburg ou Æthelburh ou Ethelburga; c. 673 - 740) era esposa do rei Ine de Wessex. Em 722, ela destruiu a fortaleza de Taunton (que havia sido construída por Ine) numa tentativa de encontrar o rebelde Ealberto (Ealdbert).

## Vida e obras
Etelburga nasceu por volta de 673 e casou-se com Ine de Wessex. O casal reinou junto e Etelburga é considerada por alguns historiadores como sendo uma das poucas guerreiras anglo-saxônicas. Em 722, Etelburga queimou a cidade de Taunton, construída por Ine, para evitar que fosse destruída por inimigos. Em 726, o rei Ine abdicou ao trono e, com Etelburga, foi para Roma.
Ela é por vezes confundida com Etelburga de Kent, esposa de Eduíno da Nortúmbria, que fundou o mosteiro de Lyminge, em Kent.